# Kostermansia
Kostermansia é um género botânico pertencente à família Malvaceae.
1. ↑  «Kostermansia — World Flora Online». www.worldfloraonline.org. Consultado em 19 de agosto de 2020